# Muara Tandi
Muara Tandi is een bestuurslaag in het regentschap Lahat van de provincie Zuid-Sumatra, Indonesië. Muara Tandi telt 571 inwoners (volkstelling 2010).